# Campionato europeo maschile under 16 di pallavolo 2025
Il campionato europeo maschile under 16 di pallavolo 2025 si è svolto dal 23 luglio al 3 agosto 2025 a Erevan, in Armenia: al torneo hanno partecipato sedici squadre nazionali under 16 europee e la vittoria finale è andata per la terza volta, la seconda consecutiva, all'Italia.

## Impianti
|                                                                              |                                                                          |  |
|                                                                              |                                                                          |  |
| Gazprom Armenia Sport Complex Città: Erevan Capienza: 426 Anno d'apertura: ? | Russian-Armenian University Città: Erevan Capienza: ? Anno d'apertura: ? |  |

## Regolamento

### Formula
La formula ha previsto: 
- Prima fase, disputata con girone all'italiana con le squadre divise in due gironi e partite di sola andata: le prime due classificate di ogni girone hanno acceduto alla fase finale.
- Fase finale, giocata con semifinali, finale per il terzo posto e finale.

### Criteri di classifica
Se il risultato finale è stato di 3-0 o 3-1 sono stati assegnati 3 punti alla squadra vincente e 0 a quella sconfitta, se il risultato finale è stato di 3-2 sono stati assegnati 2 punti alla squadra vincente e 1 a quella sconfitta.
L'ordine del posizionamento in classifica è stato definito in base a:
- Numero di partite vinte;
- Punti;
- Ratio dei set vinti/persi;
- Ratio dei punti realizzati/subiti;
- Risultati degli scontri diretti.

## Squadre partecipanti
Al torneo hanno partecipato la nazionale del paese organizzatore e quindici nazionali qualificate tramite il torneo di qualificazione.
| Squadra   | Qualificazione                                  | Ultima partecipazione |
| --------- | ----------------------------------------------- | --------------------- |
| Armenia   | Paese organizzatore                             | Debutto               |
| Austria   | 2ª al torneo di qualificazione (girone B)       | Montenegro 2023       |
| Bulgaria  | 1ª al torneo di qualificazione (girone A)       | Montenegro 2023       |
| Francia   | 2ª al torneo di qualificazione (girone C)       | Montenegro 2023       |
| Grecia    | 2ª al torneo di qualificazione (girone E)       | Montenegro 2023       |
| Italia    | 1ª al torneo di qualificazione (girone E)       | Montenegro 2023       |
| Lettonia  | 2ª al torneo di qualificazione (girone A)       | Albania 2021          |
| Polonia   | 1ª al torneo di qualificazione (girone EEVZA)   | Montenegro 2023       |
| Rep. Ceca | 1ª al torneo di qualificazione (girone MEVZA)   | Montenegro 2023       |
| Romania   | Migliore 3ª al torneo di qualificazione         | Bulgaria 2019         |
| Serbia    | Seconda migliore 3ª al torneo di qualificazione | Montenegro 2023       |
| Slovenia  | 2ª al torneo di qualificazione (girone D)       | Montenegro 2023       |
| Spagna    | 1ª al torneo di qualificazione (girone B)       | Montenegro 2023       |
| Turchia   | 1ª al torneo di qualificazione (girone BVA)     | Montenegro 2023       |
| Ucraina   | 1ª al torneo di qualificazione (girone C)       | Debutto               |
| Ungheria  | 1ª al torneo di qualificazione (girone D)       | Debutto               |

## Torneo

### Fase a gironi
I gironi sono stati sorteggiati il 29 aprile 2025.
| Girone I | Girone II |
| -------- | --------- |
| Armenia  | Bulgaria  |
| Austria  | Francia   |
| Grecia   | Italia    |
| Lettonia | Rep. Ceca |
| Polonia  | Serbia    |
| Romania  | Turchia   |
| Slovenia | Ucraina   |
| Spagna   | Ungheria  |

#### Girone I

##### Risultati
| 23 luglio 2025 Gazprom Armenia Sport Complex, Erevan Durata: 1h:43 - Spettatori: 94  | Lettonia | 3 - 1 | Slovenia | 19-25, 25-23, 25-16, 25-21        |
| 23 luglio 2025 Gazprom Armenia Sport Complex, Erevan Durata: 1h:32 - Spettatori: 117 | Spagna   | 3 - 1 | Austria  | 25-18, 25-9, 21-25, 25-19         |
| 23 luglio 2025 Gazprom Armenia Sport Complex, Erevan Durata: 1h:07 - Spettatori: 221 | Armenia  | 0 - 3 | Grecia   | 13-25, 14-25, 22-25               |
| 23 luglio 2025 Gazprom Armenia Sport Complex, Erevan Durata: 1h:03 - Spettatori: 45  | Romania  | 0 - 3 | Polonia  | 12-25, 18-25, 15-25               |
| 24 luglio 2025 Gazprom Armenia Sport Complex, Erevan Durata: 1h:28 - Spettatori: 65  | Grecia   | 3 - 0 | Austria  | 25-22, 27-25, 25-21               |
| 24 luglio 2025 Gazprom Armenia Sport Complex, Erevan Durata: 1h:59 - Spettatori: 115 | Slovenia | 2 - 3 | Spagna   | 25-14, 16-25, 22-25, 31-29, 6-15  |
| 24 luglio 2025 Gazprom Armenia Sport Complex, Erevan Durata: 1h:12 - Spettatori: 136 | Armenia  | 0 - 3 | Romania  | 23-25, 21-25, 16-25               |
| 24 luglio 2025 Gazprom Armenia Sport Complex, Erevan Durata: 1h:22 - Spettatori: 69  | Polonia  | 3 - 0 | Lettonia | 25-19, 25-16, 25-11               |
| 25 luglio 2025 Gazprom Armenia Sport Complex, Erevan Durata: 1h:43 - Spettatori: 39  | Romania  | 3 - 1 | Grecia   | 21-25, 26-24, 25-19, 25-19        |
| 25 luglio 2025 Gazprom Armenia Sport Complex, Erevan Durata: 1h:55 - Spettatori: 56  | Spagna   | 2 - 3 | Polonia  | 25-23, 11-25, 21-25, 25-20, 11-15 |
| 25 luglio 2025 Gazprom Armenia Sport Complex, Erevan Durata: 1h:12 - Spettatori: 157 | Lettonia | 3 - 0 | Armenia  | 25-13, 25-20, 25-17               |
| 25 luglio 2025 Gazprom Armenia Sport Complex, Erevan Durata: 2h:00 - Spettatori: 93  | Austria  | 3 - 2 | Slovenia | 18-25, 20-25, 25-20, 28-26, 15-11 |
| 27 luglio 2025 Gazprom Armenia Sport Complex, Erevan Durata: 1h:17 - Spettatori: 44  | Romania  | 3 - 0 | Lettonia | 25-22, 25-21, 25-16               |
| 27 luglio 2025 Gazprom Armenia Sport Complex, Erevan Durata: 1h:12 - Spettatori: 41  | Polonia  | 3 - 0 | Austria  | 25-19, 25-18, 25-22               |
| 27 luglio 2025 Gazprom Armenia Sport Complex, Erevan Durata: 1h:02 - Spettatori: 116 | Armenia  | 0 - 3 | Spagna   | 12-25, 13-25, 17-25               |
| 27 luglio 2025 Gazprom Armenia Sport Complex, Erevan Durata: 1h:25 - Spettatori: 93  | Grecia   | 3 - 0 | Slovenia | 25-21, 25-23, 26-24               |
| 28 luglio 2025 Gazprom Armenia Sport Complex, Erevan Durata: 1h:12 - Spettatori: 55  | Spagna   | 3 - 0 | Romania  | 25-21, 25-16, 25-20               |
| 28 luglio 2025 Gazprom Armenia Sport Complex, Erevan Durata: 1h:37 - Spettatori: 75  | Lettonia | 3 - 1 | Grecia   | 25-22, 25-20, 16-25, 25-22        |
| 28 luglio 2025 Gazprom Armenia Sport Complex, Erevan Durata: 1h:33 - Spettatori: 89  | Austria  | 3 - 1 | Armenia  | 25-17, 25-16, 22-25, 25-14        |
| 28 luglio 2025 Gazprom Armenia Sport Complex, Erevan Durata: 1h:00 - Spettatori: 76  | Slovenia | 0 - 3 | Polonia  | 11-25, 10-25, 19-25               |
| 30 luglio 2025 Gazprom Armenia Sport Complex, Erevan Durata: 3h:34 - Spettatori: 74  | Grecia   | 2 - 3 | Polonia  | 23-25, 17-25, 25-21, 25-16, 12-15 |
| 30 luglio 2025 Gazprom Armenia Sport Complex, Erevan Durata: 1h:25 - Spettatori: 66  | Romania  | 3 - 0 | Austria  | 25-21, 25-19, 31-29               |
| 30 luglio 2025 Gazprom Armenia Sport Complex, Erevan Durata: 1h:01 - Spettatori: 120 | Armenia  | 0 - 3 | Slovenia | 11-25, 15-25, 23-25               |
| 30 luglio 2025 Gazprom Armenia Sport Complex, Erevan Durata: 1h:12 - Spettatori: 34  | Lettonia | 0 - 3 | Spagna   | 10-25, 21-25, 20-25               |
| 31 luglio 2025 Gazprom Armenia Sport Complex, Erevan Durata: 1h:13 - Spettatori: 27  | Slovenia | 3 - 0 | Romania  | 25-20, 25-22, 25-22               |
| 31 luglio 2025 Gazprom Armenia Sport Complex, Erevan Durata: 1h:20 - Spettatori: 29  | Austria  | 0 - 3 | Lettonia | 17-25, 24-26, 22-25               |
| 31 luglio 2025 Gazprom Armenia Sport Complex, Erevan Durata: 1h:01 - Spettatori: 116 | Polonia  | 3 - 0 | Armenia  | 25-15, 25-14, 25-16               |
| 31 luglio 2025 Gazprom Armenia Sport Complex, Erevan Durata: 1h:36 - Spettatori: 71  | Spagna   | 3 - 1 | Grecia   | 25-16, 23-25, 25-18, 25-19        |

##### Classifica
| Pos. | Squadra  | Pt | G | V | P | SV | SP | Ratio | PF  | PS  | Ratio |
| ---- | -------- | -- | - | - | - | -- | -- | ----- | --- | --- | ----- |
| 1.   | Polonia  | 19 | 7 | 7 | 0 | 21 | 4  | 5,250 | 585 | 430 | 1,360 |
| 2.   | Spagna   | 18 | 7 | 6 | 1 | 20 | 7  | 2,857 | 620 | 507 | 1,223 |
| 3.   | Romania  | 12 | 7 | 4 | 3 | 12 | 10 | 1,200 | 494 | 500 | 0,988 |
| 4.   | Lettonia | 12 | 7 | 4 | 3 | 12 | 11 | 1,091 | 492 | 512 | 0,961 |
| 5.   | Grecia   | 10 | 7 | 3 | 4 | 14 | 12 | 1,167 | 584 | 573 | 1,019 |
| 6.   | Slovenia | 8  | 7 | 2 | 5 | 11 | 15 | 0,733 | 550 | 572 | 0,962 |
| 7.   | Austria  | 5  | 7 | 2 | 5 | 7  | 18 | 0,389 | 533 | 584 | 0,913 |
| 8.   | Armenia  | 0  | 7 | 0 | 7 | 1  | 21 | 0,048 | 367 | 547 | 0,671 |

      Qualificata alle semifinali.

#### Girone II

##### Risultati
| 23 luglio 2025 Russian-Armenian University, Erevan Durata: 1h:32 - Spettatori: 40  | Serbia    | 1 - 3 | Rep. Ceca | 25-21, 17-25, 19-25, 14-25        |
| 23 luglio 2025 Russian-Armenian University, Erevan Durata: 1h:28 - Spettatori: 35  | Ucraina   | 1 - 3 | Bulgaria  | 16-25, 23-25, 25-15, 19-25        |
| 23 luglio 2025 Russian-Armenian University, Erevan Durata: 2h:04 - Spettatori: 65  | Francia   | 3 - 2 | Turchia   | 17-25, 24-26, 25-16, 25-22, 15-7  |
| 23 luglio 2025 Russian-Armenian University, Erevan Durata: 1h:07 - Spettatori: 30  | Italia    | 3 - 0 | Ungheria  | 25-16, 25-13, 25-20               |
| 24 luglio 2025 Russian-Armenian University, Erevan Durata: 1h:47 - Spettatori: 50  | Bulgaria  | 1 - 3 | Francia   | 23-25, 16-25, 25-22, 19-25        |
| 24 luglio 2025 Russian-Armenian University, Erevan Durata: 1h:41 - Spettatori: 30  | Ungheria  | 1 - 3 | Serbia    | 21-25, 20-25, 25-19, 21-25        |
| 24 luglio 2025 Russian-Armenian University, Erevan Durata: 1h:31 - Spettatori: 50  | Italia    | 3 - 1 | Ucraina   | 22-25, 25-21, 25-14, 25-22        |
| 24 luglio 2025 Russian-Armenian University, Erevan Durata: 1h:21 - Spettatori: 35  | Turchia   | 0 - 3 | Rep. Ceca | 18-25, 18-25, 18-25               |
| 25 luglio 2025 Russian-Armenian University, Erevan Durata: 1h:20 - Spettatori: 40  | Ucraina   | 3 - 0 | Ungheria  | 25-22, 25-19, 27-25               |
| 25 luglio 2025 Russian-Armenian University, Erevan Durata: 1h:40 - Spettatori: 30  | Serbia    | 1 - 3 | Turchia   | 25-18, 30-32, 18-25, 18-25        |
| 25 luglio 2025 Russian-Armenian University, Erevan Durata: 2h:08 - Spettatori: 50  | Francia   | 3 - 2 | Italia    | 25-23, 20-25, 26-28, 25-17, 17-15 |
| 25 luglio 2025 Russian-Armenian University, Erevan Durata: 1h:18 - Spettatori: 50  | Rep. Ceca | 3 - 0 | Bulgaria  | 25-17, 25-21, 25-16               |
| 27 luglio 2025 Russian-Armenian University, Erevan Durata: 2h:01 - Spettatori: 120 | Italia    | 3 - 2 | Rep. Ceca | 19-25, 25-21, 16-25, 25-20, 15-11 |
| 27 luglio 2025 Russian-Armenian University, Erevan Durata: 1h:37 - Spettatori: 100 | Ungheria  | 1 - 3 | Turchia   | 26-28, 25-20, 14-25, 16-25        |
| 27 luglio 2025 Russian-Armenian University, Erevan Durata: 1h:12 - Spettatori: 30  | Bulgaria  | 3 - 0 | Serbia    | 25-21, 26-24, 25-17               |
| 27 luglio 2025 Russian-Armenian University, Erevan Durata: 1h:38 - Spettatori: 50  | Ucraina   | 1 - 3 | Francia   | 26-24, 23-25, 22-25, 20-25        |
| 28 luglio 2025 Russian-Armenian University, Erevan Durata: 1h:31 - Spettatori: 100 | Turchia   | 3 - 1 | Bulgaria  | 25-16, 25-11, 15-25, 25-22        |
| 28 luglio 2025 Russian-Armenian University, Erevan Durata: 1h:06 - Spettatori: 110 | Francia   | 3 - 0 | Ungheria  | 25-17, 25-15, 25-17               |
| 28 luglio 2025 Russian-Armenian University, Erevan Durata: 1h:03 - Spettatori: 30  | Serbia    | 0 - 3 | Italia    | 18-25, 13-25, 18-25               |
| 28 luglio 2025 Russian-Armenian University, Erevan Durata: 1h:51 - Spettatori: 50  | Rep. Ceca | 3 - 2 | Ucraina   | 21-25, 25-22, 22-25, 25-20, 15-12 |
| 30 luglio 2025 Russian-Armenian University, Erevan Durata: 0h:59 - Spettatori: 20  | Ucraina   | 3 - 0 | Serbia    | 25-13, 25-23, 25-13               |
| 30 luglio 2025 Russian-Armenian University, Erevan Durata: 1h:30 - Spettatori: 50  | Ungheria  | 1 - 3 | Bulgaria  | 17-25, 23-25, 25-16, 21-25        |
| 30 luglio 2025 Russian-Armenian University, Erevan Durata: 2h:06 - Spettatori: 150 | Italia    | 3 - 2 | Turchia   | 28-30, 25-20, 21-25, 25-19, 15-11 |
| 30 luglio 2025 Russian-Armenian University, Erevan Durata: 1h:11 - Spettatori: 120 | Francia   | 3 - 0 | Rep. Ceca | 25-17, 25-18, 25-19               |
| 31 luglio 2025 Russian-Armenian University, Erevan Durata: 1h:08 - Spettatori: 50  | Turchia   | 3 - 0 | Ucraina   | 25-21, 25-21, 25-20               |
| 31 luglio 2025 Russian-Armenian University, Erevan Durata: 1h:06 - Spettatori: 60  | Bulgaria  | 0 - 3 | Italia    | 14-25, 22-25, 16-25               |
| 31 luglio 2025 Russian-Armenian University, Erevan Durata: 1h:45 - Spettatori: 50  | Serbia    | 2 - 3 | Francia   | 25-18, 21-25, 25-19, 21-25, 7-15  |
| 31 luglio 2025 Russian-Armenian University, Erevan Durata: 1h:08 - Spettatori: 30  | Rep. Ceca | 3 - 0 | Ungheria  | 25-17, 25-19, 25-20               |

##### Classifica
| Pos. | Squadra   | Pt | G | V | P | SV | SP | Ratio | PF  | PS  | Ratio |
| ---- | --------- | -- | - | - | - | -- | -- | ----- | --- | --- | ----- |
| 1.   | Francia   | 18 | 7 | 7 | 0 | 21 | 8  | 2,625 | 667 | 580 | 1,150 |
| 2.   | Italia    | 17 | 7 | 6 | 1 | 20 | 8  | 2,500 | 644 | 552 | 1,167 |
| 3.   | Rep. Ceca | 15 | 7 | 5 | 2 | 17 | 9  | 1,889 | 585 | 518 | 1,129 |
| 4.   | Turchia   | 14 | 7 | 4 | 3 | 16 | 12 | 1,333 | 618 | 603 | 1,025 |
| 5.   | Bulgaria  | 9  | 7 | 3 | 4 | 11 | 14 | 0,786 | 520 | 568 | 0,915 |
| 6.   | Ucraina   | 7  | 7 | 2 | 5 | 11 | 15 | 0,733 | 574 | 584 | 0,983 |
| 7.   | Serbia    | 4  | 7 | 1 | 6 | 7  | 19 | 0,368 | 519 | 611 | 0,849 |
| 8.   | Ungheria  | 0  | 7 | 0 | 7 | 3  | 21 | 0,143 | 474 | 585 | 0,810 |

      Qualificata alle semifinali.

### Fase finale
|  | Semifinali | Semifinali | Semifinali |        |     | Finale          | Finale          | Finale          |  |
|  |            |            |            |        |     |                 |                 |                 |  |
|  | 1I         | Polonia    | 1          |        |     |                 |                 |                 |  |
|  | 1I         | Polonia    | 1          |        |     |                 |                 |                 |  |
|  | 2II        | Italia     | 3          |        |     |                 |                 |                 |  |
|  | 2II        | Italia     | 3          |        | 2II | Italia          | 3               |                 |  |
|  |            |            |            |        | 2II | Italia          | 3               |                 |  |
|  |            |            | 2I         | Spagna | 1   |                 |                 |                 |  |
|  | 1II        | Francia    | 2I         | Spagna | 1   | 2               |                 |                 |  |
|  | 1II        | Francia    |            |        |     | 2               |                 |                 |  |
|  | 2I         | Spagna     | 3          |        |     | Finale 3º posto | Finale 3º posto | Finale 3º posto |  |
|  | 2I         | Spagna     | 3          |        |     |                 |                 |                 |  |
|  |            |            |            |        |     |                 |                 |                 |  |
|  |            |            |            |        |     | 1I              | Polonia         | 1               |  |
|  |            |            |            |        |     | 1I              | Polonia         | 1               |  |
|  |            |            |            |        |     | 1II             | Francia         | 3               |  |

#### Semifinali
| 2 agosto 2025 Gazprom Armenia Sport Complex, Erevan Durata: 1h:34 - Spettatori: 200 | Polonia | 1 - 3 | Italia | 19-25, 25-16, 19-25, 20-25        |
| 2 agosto 2025 Gazprom Armenia Sport Complex, Erevan Durata: 1h:48 - Spettatori: 200 | Francia | 2 - 3 | Spagna | 22-25, 13-25, 25-20, 25-16, 12-15 |

#### Finale 3º posto
| 3 agosto 2025 Gazprom Armenia Sport Complex, Erevan Durata: 1h:45 - Spettatori: 250 | Polonia | 1 - 3 | Francia | 15-25, 25-22, 22-25, 16-25 |

#### Finale
| 3 agosto 2025 Gazprom Armenia Sport Complex, Erevan Durata: 1h:40 - Spettatori: 275 | Italia | 3 - 1 | Spagna | 25-21, 18-25, 25-23, 25-19 |

## Classifica finale
| Pos     | Squadra   | Rosa |
| ------- | --------- | --- |
| Oro     | Italia    | Formazione: 3 Ferrero, 4 Di Matteo, 5 Monti, 6 Tamagnini, 7 Dieci, 8 Storini, 9 Fantoni, 10 Mangini, 11 Rizzo, 14 Filippi, 18 Chirulli, 19 Bergognoni, 20 Talevi, 24 Guiotto, CT: Fanizza                                              |
| Argento | Spagna    | Formazione: 1 Chamarro, 3 Medina, 5 Soto, 7 Monzó, 8 Pozzato, 9 Herrera, 10 Maján, 11 Quintero, 12 De Ayala, 13 González, 14 Agustí, 15 Jiménez, 16 Nin, 17 Aguilera, CT: Taboada                                                      |
| Bronzo  | Francia   | Formazione: 1 Marion, 2 Draghici, 3 Ebagne, 4 Natzev, 7 Savalli, 8 Dubilly, 9 Bastard, 10 Agnèse, 11 Picherit, 12 Leistel, 13 Hamber, 14 Roques, 15 Chemama, 17 Brun, CT: Salvan                                                       |
| 4       | Polonia   | Formazione: 1 Malek, 2 Kołodziej, 3 Surowiec, 4 Piątek, 5 Nowak, 6 Szymański, 7 Niełacny, 10 Zenio, 11 Więzik, 12 Posłuszny, 15 Pączek, 21 Topór, 22 Woźniak, 23 Lutoborski, CT: Sierzchuła                                            |
| 5       | Rep. Ceca | Formazione: 2 Janíček, 3 Jelínek, 4 Zálešák, 6 Správka, 7 Strak, 8 Frydrych, 9 Krauz, 10 Štrejbar, 11 Janalík, 12 Vašák, 13 Pětioký, 14 Ledinsky, 16 Bažant, 18 Sova, CT: Žaba                                                         |
| 6       | Romania   | Formazione: 1 Pop, 2 Calciu, 3 Precup, 4 Verciuc, 5 Giucă, 6 Călin, 7 Sava, 8 Parmac, 9 Condor, 11 A. Apostu, 13 Mihăilă, 14 Șuteu, 15 Balau, 17 Egor, CT: M. Apostu                                                                   |
| 7       | Turchia   | Formazione: 1 Uzunkol, 2 Ramazanoğlu, 3 Kaymaz, 6 Tırpancı, 7 Köse, 8 Göksu, 9 Demir, 11 Ürün, 15 Ekiz, 16 Başara, 17 Aras, 19 Sözen, 88 Muhammed, 99 Akar, CT: İşgüzar                                                                |
| 8       | Lettonia  | Formazione: 1 Pope, 2 Lorbergs, 3 Tiļļa, 4 Juriks, 6 Navenickis, 7 Birža, 8 Andrejevs, 9 Pastars, 10 Stalidzāns, 12 Lašis, 14 Auniņš, 15 Zūlis, 16 Ivanovs, 17 Ločs, CT: Janišonis                                                     |
| 9       | Grecia    | Formazione: 1 Papastathopoulos, 2 Gōniōtakīs, 4 Osmanllari, 5 Liakakos, 6 Lagkouvardos, 8 Stamatopoulos, 9 Papageōrgiou, 10 Pachakīs, 11 Masouras, 12 Karampelas, 14 E. Outzīs, 15 Pachiadakīs, 17 Vasileiou, 18 Tsakos, CT: G. Outzīs |
| 10      | Bulgaria  | Formazione: 1 Kamenov, 3 Ilov, 4 Canev, 5 Tonkov, 6 Habov, 8 Angelov, 10 Pavlov, 11 Dimitrov, 12 Lakov, 13 Veličkov, 15 Kolev, 17 Bagdasarov, 18 Antonov, 23 Zlatanov, CT: Ivanov                                                      |
| 11      | Slovenia  | Formazione: 1 Janko, 2 Časar, 4 Kekec, 6 Pavlovič, 8 Merkač, 9 Jevnikar, 10 Kovše, 11 Roškar, 13 Berlot, 14 Slatinšek, 17 Sirk, 18 Urbančič, 19 Podbevšek, 21 Sprogar, CT: Knafelc                                                     |
| 12      | Ucraina   | Formazione: 1 Mušyns′kyj, 2 Zall, 3 Jablons′kyj, 4 Nebyla, 5 Radzijevs′kyj, 6 Nedostup, 7 Karnas, 8 Merkulov, 9 Šyščak, 10 Tyrpak, 11 Čerednyk, 12 Koval′, 13 Perepadja, 14 Kaškin, CT: Bondar                                         |
| 13      | Austria   | Formazione: 1 Micheu, 2 Haczay, 4 Luckinger, 5 Braun, 7 Kopesky, 8 Plavcak, 9 Lagzdins, 10 Blok, 11 Swoboda, 12 Steurer, 13 Ribeiro, 14 Matula, 15 Yaniuk, 18 D'Orazio, CT: Pušnik                                                     |
| 14      | Serbia    | Formazione: 1 Rajčić, 2 Vasić, 3 Delević, 4 Sekulić, 6 Vitorović, 8 Marodić, 9 Tančić, 11 Pavlović, 12 Marković, 16 Leudar, 17 Vlalukin, 20 Pantelić, 22 Cvetković, 23 Matović, CT: Seničić                                            |
| 15      | Ungheria  | Formazione: 2 Bánhalmi, 4 Bartha, 6 Cseri, 7 Molnár, 8 Bíró, 9 Kocsis, 10 Balai, 11 Sári, 12 Tari, 13 Koncz, 14 Gazdik, 15 Vincze, 16 Draskóczy, 17 Szőke, CT: Gyurkó                                                                  |
| 16      | Armenia   | Formazione: 1 Davtyan, 2 Grigoryan, 3 Khnkoyan, 4 Muradyan, 5 Shakhnazaryan, 6 Manukyan, 7 Asmaryan, 8 H. Vardanyan, 9 Hakobyan, 10 Gabrielyan, 11 A. Vardanyan, 13 Hovhannisyan, 20 Avagyan, 23 Hunanyan, CT: Nozdrin                 |

|  |  |  |  | Qualificate al Campionato mondiale under 17 2026 |

## Premi individuali
| Premio                | Nome             | Squadra |
| --------------------- | ---------------- | ------- |
| MVP                   | Federico Guiotto | Italia  |
| Miglior palleggiatore | Jorge Aguilera   | Spagna  |
| Miglior opposto       | Federico Guiotto | Italia  |
| Miglior schiacciatore | Samuele Filippi  | Italia  |
| Miglior schiacciatore | Alex Pozzato     | Spagna  |
| Miglior centrale      | Enzo Savalli     | Francia |
| Miglior centrale      | Michele Mangini  | Italia  |
| Miglior libero        | Corentin Agnèse  | Francia |

## Statistiche
| Rendimento individuale | Rendimento individuale | Rendimento individuale | Rendimento individuale |
| Pos.                   | Nome                   | Punti                  | Squadra                |
| ---------------------- | ---------------------- | ---------------------- | ---------------------- |
| 1                      | Roger Monzó            | 197                    | Spagna                 |
| 2                      | Federico Guiotto       | 159                    | Italia                 |
| 3                      | Michał Topór           | 132                    | Polonia                |
| 4                      | Alex Pozzato           | 128                    | Spagna                 |
| 5                      | Samuele Filippi        | 126                    | Italia                 |

| Attacchi vincenti | Attacchi vincenti | Attacchi vincenti | Attacchi vincenti |
| Pos.              | Nome              | Punti             | Squadra           |
| ----------------- | ----------------- | ----------------- | ----------------- |
| 1                 | Roger Monzó       | 178               | Spagna            |
| 2                 | Federico Guiotto  | 143               | Italia            |
| 3                 | Alex Pozzato      | 114               | Spagna            |
| 4                 | Michał Topór      | 112               | Polonia           |
| 5                 | Jules Brun        | 101               | Francia           |

| Muri vincenti | Muri vincenti        | Muri vincenti | Muri vincenti |
| Pos.          | Nome                 | Punti         | Squadra       |
| ------------- | -------------------- | ------------- | ------------- |
| 1             | Jurij Koval′         | 26            | Ucraina       |
| 2             | Tudor Calciu         | 25            | Romania       |
| 3             | Kevin Posłuszny      | 24            | Polonia       |
| 4             | Enzo Savalli         | 23            | Francia       |
| 5             | Athanasios Vasileiou | 22            | Grecia        |

| Battute vincenti | Battute vincenti     | Battute vincenti | Battute vincenti |
| Pos.             | Nome                 | Punti            | Squadra          |
| ---------------- | -------------------- | ---------------- | ---------------- |
| 1                | Samuele Filippi      | 18               | Italia           |
| 2                | Vladyslav Mušyns′kyj | 13               | Ucraina          |
| 3                | Šimon Janalík        | 12               | Rep. Ceca        |
| 4                | Andrei Șuteu         | 10               | Romania          |
| 5                | Axel Draghici        | 9                | Francia          |
| 5                | Jan Frydrych         | 9                | Rep. Ceca        |
| 5                | Attila Köse          | 9                | Turchia          |
| 5                | Michele Mangini      | 9                | Italia           |
| 5                | Yanis Marion         | 9                | Francia          |
| 5                | Strahinja Marković   | 9                | Serbia           |
| 5                | Demir Ramazanoğlu    | 9                | Turchia          |
| 5                | Mika Roškar          | 9                | Slovenia         |
| 5                | Strahinja Sekulić    | 9                | Serbia           |